# Handley Page Type O
Els Handley Page Type O van ser una família de bombarders biplans utilitzats pel Regne Unit durant la Primera Guerra Mundial.

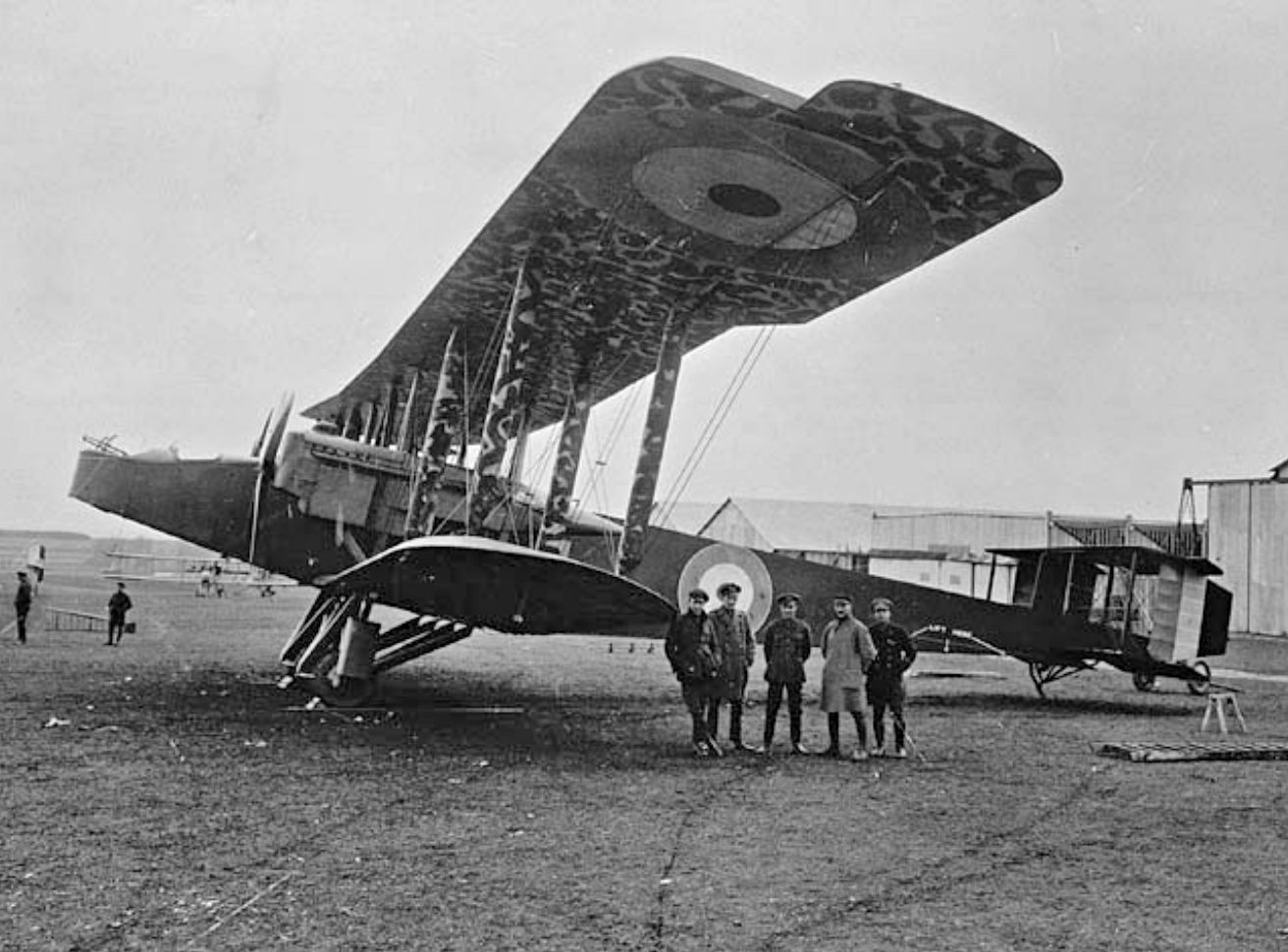
Bombarder Handley Page O/100 número 1459 "Le Tigre" de la 3a Ala de la R.N.A.S., el març de 1917 a Françe.

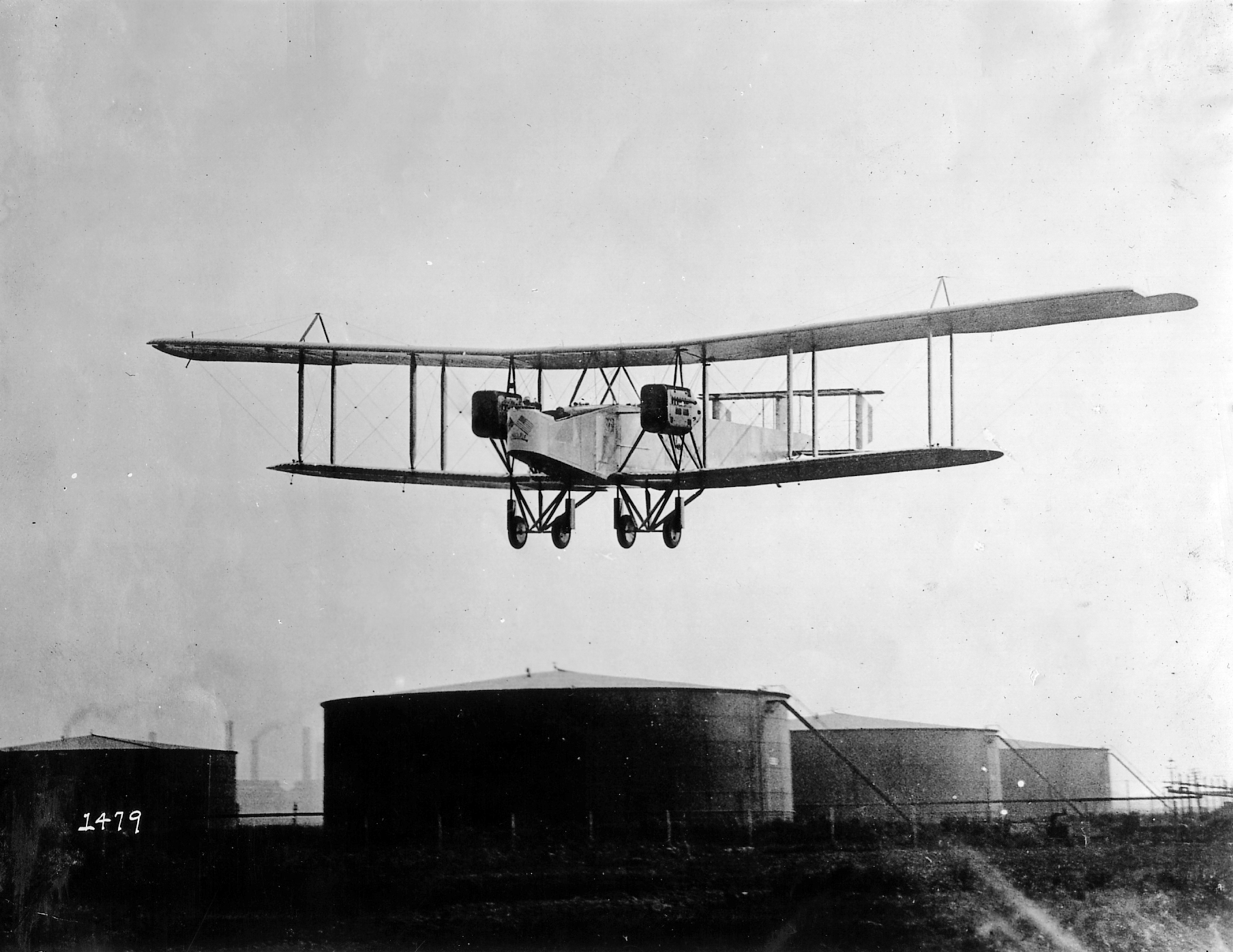
Handley Page Type O britànic en vol, any 1918.

## Història
El Type O, desenvolupat específicament per atacar blancs d'Alemanya, va ser un dels primers bombarders estratègics del món i uns dels avions més grossos del seu moment. Va ser construït en dues versions principals: Handley Page O/100 (H.P.11) i Handley Page O/400 (H.P.12).
El O/100 va volar per primer cop el desembre de 1915 i va entrar en servei amb l'Ala núm. 3 de la Royal Naval Air Service el novembre de 1916. Des de la primavera de 1917, els seus dos esquadrons el núm. 14 i el 16, van realitzar atacs nocturns regularment contra instal·lacions com bases de U-boot, magatzems ferroviaris i complexes industrials. El RNAS va rebre 56 unitats d'aquesta variant.
El O/400 era un desenvolupament del O/100 amb motors més potents i una nova mira de bombardeig, la Drift Sight Mk 1A, que tenia en compte l'altura de l'aparell per sobre del blanc, la velocitat relativa, la velocitat del vent i la deriva. L'estiu del 1918 l'O/400 era l'espina dorsal de la força de bombardeig estratègic de la RAF. En total es van produir 657 unitats, incloent-hi 107 que es van construir acoblant els components fabricats als Estats Units.

## Variants
- O/100: Versió original del bombarder - Dos motors Rolls-Royce Eagle II de 260 cv. 4 prototips i 56 avions de producció fabricats.
- O/400: Versió millorada amb motors Rolls-Royce Eagle VIII de 360 cv. 657 avions construïts.
- O/7: Versió de transport per a la Xina amb capacitat per 14 passatgers. Amb dipòsits de combustible engrandits. 12 conversions realitzades.[2]
- O/10: Variant de transport amb capacitat per 12 passatgers; 10 conversions.[2]
- O/11: Variant de la versió O/7 amb capacitat mixta de passatgers i càrrega. Comptava amb capacitat per 2 passatgers a davant i 3 al darrere, amb càrrega al centre del fuselatge.[2]

## Especificacions (O/400)
Dades de The British Bomber since 1914
Característiques generals
- Tripulació: 4 o 5
- Longitud: 62 peus 10¼ polzades
- Envergadura: 100 peus
- Alçada: 22 peus
- Superfície de l'ala 1,648 peus²
- Pes buit: 8.502 lliures
- Pes màxim d'enlairament: 13.360 lliures
- Motors: 2×  motors de combustió en línia Rolls-Royce Eagle VIII, 360 cv   cada un

 Rendiment 
- Velocitat màxima: 97,5 milles/hora (84,7 nusos, 157 km/h)
- Abast: 608 milles nàutiques
- Sostre de servei: 8.500 peus
- Ràtio d'ascens: 23 minuts fins a 5.000 peus
- Autonomia: 8 hores

Armament

- Metralladores: 5 metralladores Lewis de calibre .303 British (7,7 mm)(2 al morro, 2 en posició dorsal i 1 en posició ventral)
- Bombes: Fins a 2.000 lliures (907 kg) de bombes

## Accidents
- El 14 de desembre de 1920 un Handley Page O/400 (versió de transport) operant des de l'aeròdrom de la companyia a Cricklewood va impactar amb un arbre i va estavellar-se. Van morir els dos pilots i sis passatgers.